# Domenico Ambrogi
Domenico Ambrogi detto Meneghino del Brizzi (Bologna, 1600 circa – Bologna, 1678) è stato un pittore italiano.

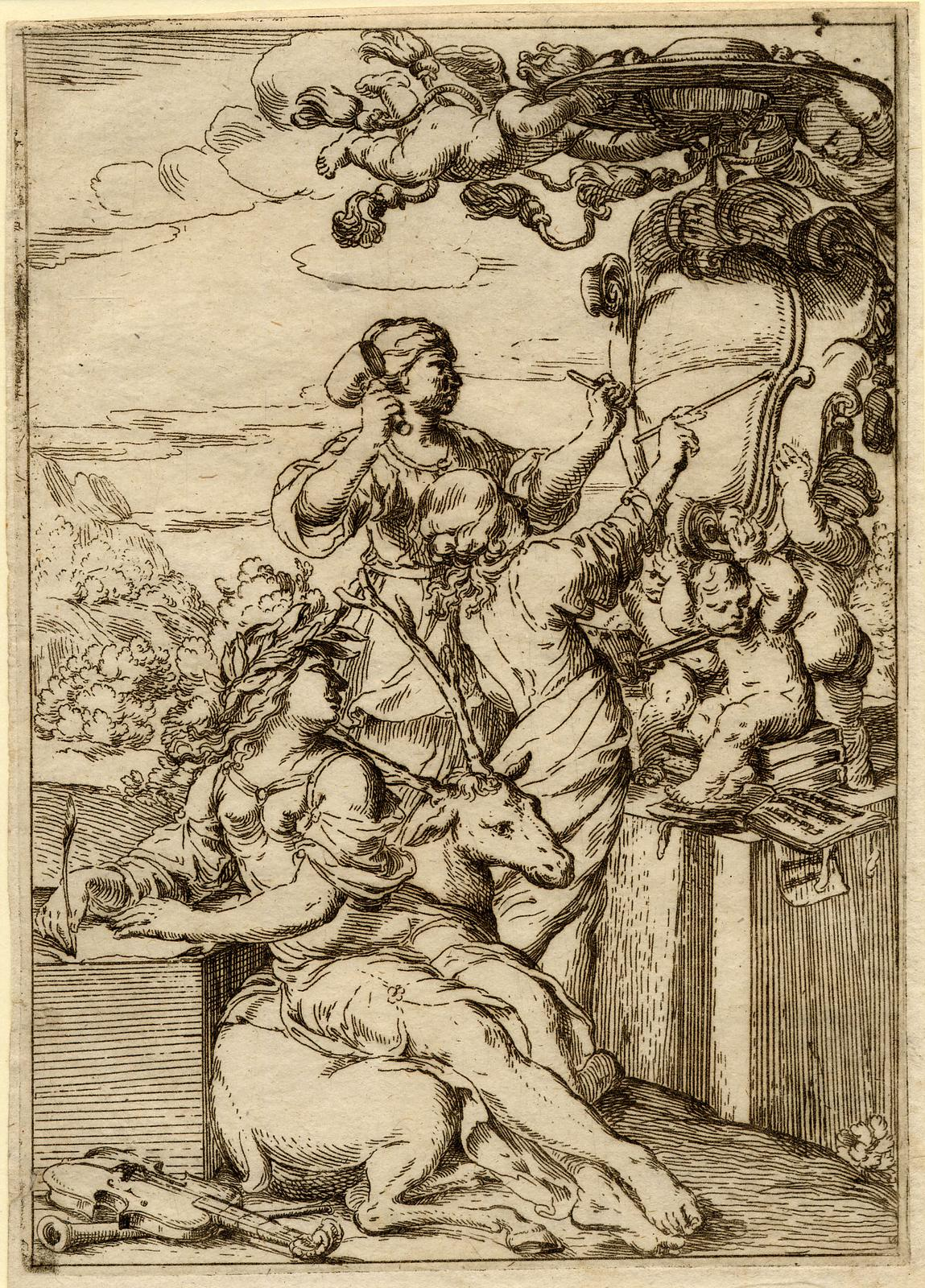
Allegoria della pittura e della scultura

Ambrogi, appartenente alla scuola bolognese, è principalmente conosciuto come decoratore di quadrature. Fu allievo di Francesco Brizio, Bernardino Baldi e Dionisio Fiammingo ed uno dei suoi pupilli fu Giovanni Antonio Fumiani.
Decorò Palazzo Paleotti insieme a Il Dentone, decorò inoltre molti altri palazzi nobiliari oltre che a Bologna, in Emilia.
Fu chiamato alla corte del Re di Polonia, ma consumato dal clima rigido vi morì nel 1678. Fra i suoi allievi compaiono i due fratelli Cervi, il Fumiani e Giacinto Campana.